# Ko Cossaar

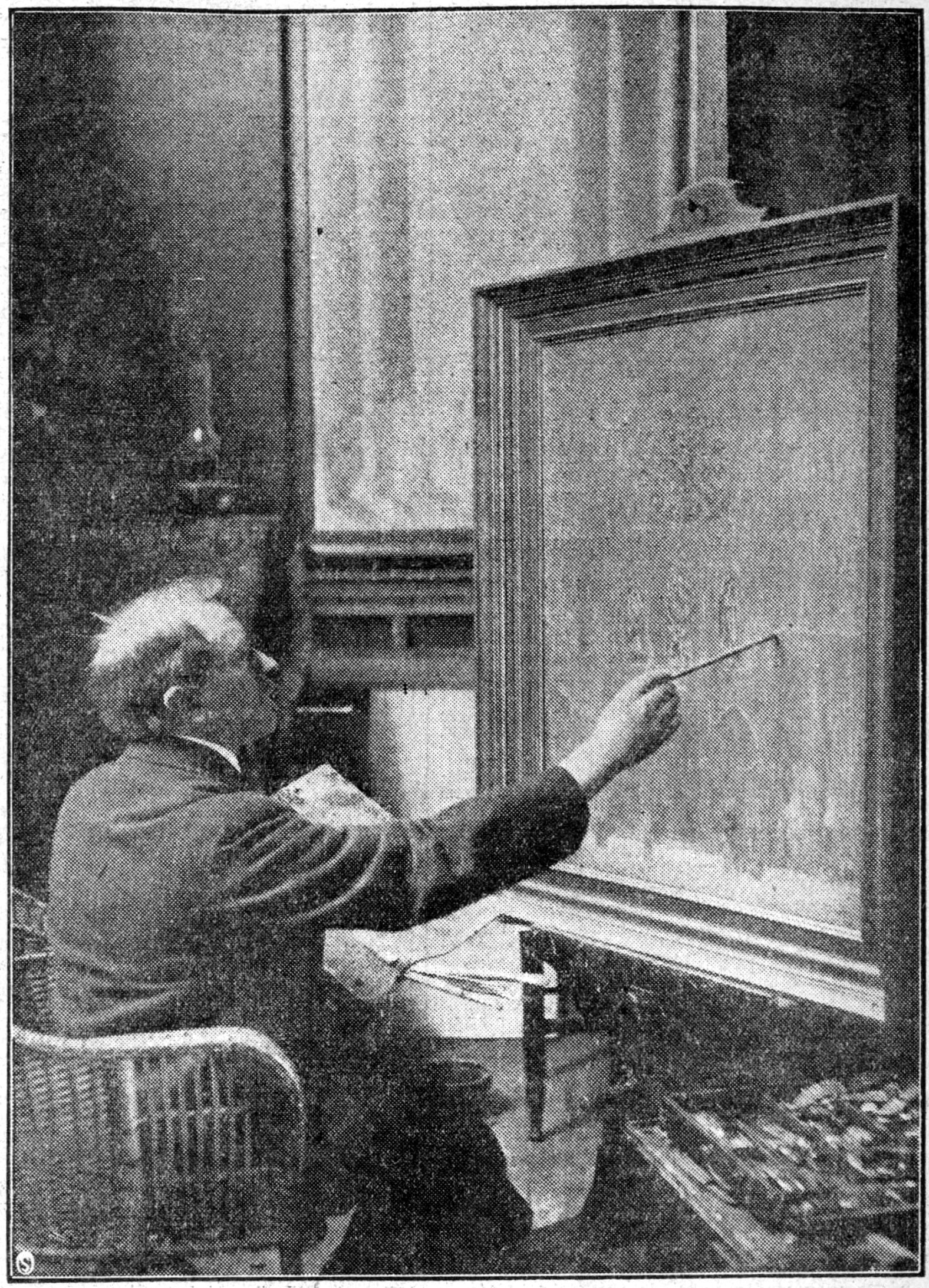
Haagse kunstschilders in hun atelier - de heer J.C.W. Cossaar, 1928

Jacobus Cornelis Wijnandus Cossaar (Amsterdam, 8 augustus 1874 - Den Haag, 25 november 1966), roepnaam Ko, was een Nederlandse kunstschilder.

## Jeugd en opleiding
Cossaar groeide op in Amsterdam. Op 11-jarige leeftijd wilde hij kunstschilder worden. Er was echter geen geld voor Ko om te studeren. Zijn vader deed hem in de leer bij een huisschilder. Professor H. Quack betaalde schoolgeld en leermiddelen voor de Avond Teekenschool. Na de Teekenschool ging hij naar de Academie voor Beeldende Kunst. Hij volgde de opleiding voor Toneeldecoratie onder  August Allebé en leerde Kees van Dongen kennen. Als 14-jarige schilderde hij de decors voor de Plantage Schouwburg en op 17-jarige leeftijd kreeg hij de leiding over het decoratelier. Rond 1900 vertoefde hij veel in Parijs en Londen en hernieuwde de kennismaking met Kees en ook de beeldhouwer Jan van Dongen. 
In 1906 ontwierp hij in Amsterdam de Tableaux Vivants voor de Rembrandtfeesten, die samen met Marius Bauer werden uitgevoerd. 

## Levensloop
Hij trouwde met Maurina Johanna Alida Moonen (1883-1969). Het paar vestigde zich in Rotterdam, waar hij een aantal gedenkwaardige havengezichten schilderde. In 1908 vertrokken ze naar Londen samen met Jo (Johanna Jacoba, 1907-1987), hun eerste dochter. De kleine kon echter niet tegen de Londense smog en het volgende jaar moesten ze terug naar Nederland. Hij schilderde de grote kerken van Europa van binnen en van buiten, waarbij zijn kennis van het perspectief goed van pas kwam. Na de dood van zijn jongste dochter Sjaakje (Jacqueline, 1921-1929), werd hij rooms-katholiek. Als lid van de kunstenaarskringen Pulchri Studio en Arti et Amicitiae had hij vele tentoonstellingen. Aan het eind van zijn leven ging zijn gezichtsvermogen achteruit. Twee van de vier dochters volgden een artistieke loopbaan: Maud (Maurina Jacoba, 1916-1998) Cossaar, de tweede, schreef en Nan (Wijnanda, 1918-2009) Cossaar leerde het kunstschildersvak van haar vader.

## Artistieke ontwikkeling
Van decorschilder ontwikkelde Cossaar zich naar allround kunstschilder. In Engeland, waar hij 8 jaar verbleef, schilderde hij in een impressionistische stijl stadsgezichten en havengezichten in Londen en landschappen aan de kust van Yorkshire. Door een contract met de Londense kunsthandel Goupil, waarin deze de beschikking kreeg over alles wat Cossaar schilderde, bevindt zich nog altijd veel van zijn vroege werk in musea en particuliere collecties in Engeland.
Cossaar is in Nederland vooral bekend geworden om zijn kerkinterieurs en -exterieurs. Hij schilderde de grote kerken van Frankrijk, Italië en Engeland. Hierbij kwam de kennis van het perspectief, die hij opdeed als decorschilder, goed van pas. Steevast zien we de mens klein in het indrukwekkende decor van de Gotische kathedralen. Ook in zijn stadsgezichten valt het gedurfde gebruik van perspectief op: zie bijvoorbeeld het vlaggend Noordeinde in Den Haag vanuit zijn atelierraam op een schilderij van 2 m². De twintiger en dertiger jaren was er een periode van meer mystiek werk.
Engelen, verbeeldingen van mystieke ervaringen en Bijbelse voorstellingen waren vaak onderwerpen in deze periode. Cossaar schilderde ook veel familietaferelen en portretten. In de Grote Kerk in Den Haag is een muurschildering te zien van Maria Boodschap. Brieven voorzag hij altijd van kleine tekeningen.

## Musea
De volgende musea hebben werk van Cossaar in de collectie:
- Drents museum, Assen
- Kelvin Art Gallery And Museum, Glasgow
- Rijksmuseum Amsterdam
- Centraal Museum, Utrecht

- Biografisch Portaal: 34031007
- International Standard Name Identifier: 0000 0000 6708 8757
- Library of Congress Control Number: nr2002029993
- Nederlandse Thesaurus van Auteursnamen: 070275912
- RKD-Nederlands Instituut voor Kunstgeschiedenis: 18560
- Union List of Artist Names: 500014205
- Virtual International Authority File: 76253635
- WorldCat: E39PBJdWXBF4Y3FTY7pKV4t7pP